# Clarina kotschyi
Clarina kotschyi is een vlinder uit de familie van de pijlstaarten (Sphingidae). De wetenschappelijke naam van de soort werd in 1849 gepubliceerd door Vincenz Kollar.